# Diamandis Chuchumis
Diamandis Chuchumis (řecky Διαμαντής Χουχούμης; * 17. července 1994, Aliveri) je řecký fotbalový obránce a bývalý mládežnický reprezentant, od července 2018 hráč srbského mužstva FK Vojvodina Novi Sad. Mimo Řecko působil na klubové úrovni na Slovensku. Nastupuje na postu levého obránce.

## Klubová kariéra

### Panathinaikos FC
Svoji fotbalovou kariéru začal v týmu Panathinaikos FC, jehož je odchovanec. Ligovou premiéru v dresu prvního mužstva si odbyl v sezoně 2012/13 v osmém kole hraném 29. října 2012 proti klubu OFI Kréta (remíza 2:2), odehrál celý zápas. V dubnu 2014 uzavřel s Panathinaikosem nový kontrakt do roku 2018. V ročníku 2013/14 získal s klubem řecký pohár. Svůj první a zároveň jediný ligový gól vstřelil 22. prosince 2014 proti týmu AOK Kerkyra, když v 86. minutě zvyšoval na konečných 2:0. Během celého svého působení odehrál za Panathinaikos v lize 39 střetnutí a s mužstvem se rovněž třikrát představil v základní skupině Evropské ligy UEFA.

### ŠK Slovan Bratislava
V červenci 2017 přestoupil na Slovensko do Slovanu Bratislava, se kterým uzavřel roční smlouvu s následnou dvanáctiměsíční opcí. V klubu vicemistra ze sezony 2016/2017 Fortuna ligy rozšířil konkurenci na postu levého obránce, kde měl Slovan tehdy k dispozici jen Františka Kubíka. Premiéru v dresu "belasých" si odbyl 19. 8. 2017 ve 4. kole v souboji s týmem FC DAC 1904 Dunajská Streda (remíza 1:1), nastoupil na celých 90 minut. Na jaře 2018 se podílel se Slovanem na obhajobě zisku slovenského poháru z předešlého ročníku 2016/17, i když ve finále hraném 1. května 2018 v Trnavě proti celku MFK Ružomberok (výhra 3:1) nenastoupil. V ročníku 2017/18 nastoupil celkem k 16 ligovým zápasům. V létě 2018 mu v mužstvu skončila smlouva a odešel.

### FK Vojvodina Novi Sad
Před sezonou 2018/19 odešel do Srbska, kde podepsal smlouvu s klubem FK Vojvodina Novi Sad.

## Klubové statistiky
Aktuální k 18. červenci 2018
| Sezona    | Klub                  | Soutěž       | Zápasy | Góly |
| --------- | --------------------- | ------------ | ------ | ---- |
| 2012/2013 | Panathinaikos FC      | Superliga    | 8      | 0    |
| 2013/2014 | Panathinaikos FC      | Superliga    | 9      | 0    |
| 2014/2015 | Panathinaikos FC      | Superliga    | 14     | 1    |
| 2015/2016 | Panathinaikos FC      | Superliga    | 2      | 0    |
| 2016/2017 | Panathinaikos FC      | Superliga    | 6      | 0    |
| 2017/2018 | ŠK Slovan Bratislava  | Fortuna liga | 16     | 0    |
| 2018/2019 | FK Vojvodina Novi Sad | SuperLiga    |        |      |

## Reprezentační kariéra
Diamandis Chuchumis nastupoval za mládežnické výběry Řecka do 18, 19 a 21 let.